# Skriptsprache
Skriptsprachen (auch Scriptsprachen) sind Programmiersprachen, die darauf ausgelegt sind, bestehende Systeme oder Anwendungen zu ergänzen. Sie werden üblicherweise durch einen Interpreter ausgeführt und verzichten oft auf Sprachelemente, deren Nutzen erst bei der Bearbeitung großer Codebasen zum Tragen kommt. So wird etwa in Skriptsprachen auf den Deklarationszwang von Variablen meist verzichtet – vorteilhaft zur schnellen Erstellung von kleinen Programmen (siehe auch Prototyping), bei großen kann dies hingegen ein Nachteil sein, etwa wegen der fehlenden Überprüfungsmöglichkeit von Tippfehlern in Variablennamen.
Skripte oder Scripts sind tendenziell eher kleine Programme, die fast ausschließlich in Form von Quelltextdateien ausgeliefert werden, um ein einfaches Bearbeiten und Anpassen des Programms zu ermöglichen. In der Betriebssystemumgebung von Microsoft auch die Bezeichnung Makro verwendet. Häufig verzichten Skripte auf grafische Benutzeroberflächen oder umfangreiche Einstellungsmöglichkeiten, oft werden Anpassungen stattdessen direkt im Quellcode vorgenommen. Statt viele Funktionen in einem großen Programm zu bündeln, werden bei Skripten nicht selten einzelne, kleine Programme verfasst, die sich auch unabhängig voneinander ausführen lassen.

## Merkmale
Häufig vorhandene Merkmale sind:
- implizit deklarierte Variablen (dazu gehören auch dynamische Funktionsnamen),
- dynamische Typisierung,
- automatische Speicherverwaltung, vor allem automatische Speicherbereinigung,
- dynamische Klassenzugehörigkeit oder prototypenbasierte Vererbung,
- der Quellcode wird nicht im Voraus kompiliert

Bei einigen Skriptsprachen kann der Programmcode (ebenso wie andere Daten) durch das Programm selbst manipuliert werden; das macht jene Sprachen besonders flexibel.
Die Anwendungsgebiete und Eigenschaften konventioneller Programmiersprachen und Skriptsprachen überschneiden sich mittlerweile stark (siehe hierzu den Abschnitt Abgrenzung), weshalb eine strikte Trennung zwischen konventionellen Programmiersprachen und Skriptsprachen nur selten möglich ist.

## Abgrenzung
Aus architektonischer Sicht werden Skriptsprachen häufig verwendet, um bestehende Komponenten in einem Anwendungsprogramm zu verbinden bzw. aufzurufen. Die Komponenten selbst werden in einer komplexeren Programmiersprache entwickelt. Beispiel dafür ist ein Shellskript, das externe Programme aufruft. Diese Programme sind im Allgemeinen in verschiedenen Programmiersprachen entwickelt. Ein anderes Beispiel ist die Sprache BPEL, die verwendet wird, um Webservices zu beschreiben, die in verschiedenen Programmiersprachen entwickelt werden können.
Obwohl Skriptsprachen anfangs nur für kleinere Automatisierungen verwendet wurden, können einige moderne Skriptsprachen auch für aufwendige Projekte genutzt werden. Durch Verbesserungen in den Interpretern wurde der Geschwindigkeitsunterschied zu statischen Sprachen verringert; zusammen mit dem Fortschritt der Rechenleistung ergibt sich vielfach eine akzeptable Ausführungsgeschwindigkeit, die früher nur mit kompilierten Programmen zu erreichen war.
Skriptsprachen werden oft mit interpretierten Sprachen in Verbindung gebracht, allerdings wird inzwischen auch Just-in-Time-Kompilierung angewendet. Skriptsprachen wie JavaScript sind daher nicht mehr rein interpretierte Sprachen, sondern können zusätzlich durch JIT-Kompilierer während der Laufzeit optimiert werden.
Eine klare Abgrenzung wird außerdem erschwert, da konventionelle Programmiersprachen ebenfalls als Skriptsprachen eingesetzt werden können. Die Spiel-Engine Unity erlaubt etwa den Einsatz der ahead-of-time kompilierten Sprache C#. 

## Kategorien

### Kommandozeileninterpreter
Manche Skriptsprachen sind von den Kommandozeileninterpretern der Betriebssysteme abgeleitet. Die Interpreter sind vorrangig für interaktive Benutzung, d. h. für die Eingabe von Kommandos, ausgelegt. Die Eingabesprache wird um Variablen, arithmetische Ausdrücke, Kontrollstrukturen (if, while) und anderes erweitert und ermöglicht so die Automatisierung von Aufgaben (z. B. bei der unbeaufsichtigten Installation), indem „kleine Programme“ in Dateien geschrieben werden. Diese Dateien können dann vom Interpreter ausgeführt werden. Die Dateien nennt man unter dem Betriebssystem Unix Shellskripte (ausgeführt von einer der Unix-Shells sh, csh …) oder unter DOS und Windows auch Stapelverarbeitungsdateien oder Batch-Skripte (ausgeführt von COMMAND.COM und cmd.exe).
Abzugrenzen sind Kommandozeileninterpreter von interaktiven Sprachen (wie z. B. Lisp, Python, Tcl oder Perl im Debugger), die zum Testen und Debuggen interaktive Programmabschnitte ausführen können, aber nicht so eng im Betriebssystem integriert sind.

#### Beispiele
- Bourne-Shell (sh) – Unix-Bourne-Shell (die klassische Unix-Shell)
- bash – GNU-Ersatz und Erweiterung der sh-Shell
- Kornshell (ksh) – Weiterentwicklung der klassischen sh-Shell
- C-Shell (csh) – BSD Shell (Unix-Versionen aus Berkeley)
- cmd.exe – Kommandointerpreter von Windows ab Windows NT
- PowerShell – Kommandointerpreter u. a. für Windows
- TACL – Kommandointerpreter von Tandem-Systemen
- Digital Command Language (kurz DCL) – Kommandosprache für VMS-Plattformen

### Skriptsprachen, die als Bibliothek verfügbar sind

#### Beispiele
- GNU Guile – GNU Extension Language
- Lua – Skriptsprache zum Einbinden in Programme, oft in Computerspielen zu finden
- AngelScript – Skriptsprache zum Einbinden in Programme, oft in Computerspielen zu finden
- S-Lang – plattformunabhängige Skriptsprache zum Einbinden in Programme
- Sleep – In Java geschriebene Skriptsprache zum Einbinden in Java-Programme
- Squirrel – durch Lua inspirierte Skriptsprache mit C-ähnlicher Syntax
- Tcl – Tool Command Language von J. Ousterhout
- VBScript und JScript – Standardskriptsprachen von Windows
- Windows PowerShell – Microsofts Skriptsprache zum Einbinden in .NET-Programme

### Skriptsprachen verschiedener Programme
Skriptsprachen können auch in Anwendungsprogrammen zur Automatisierung von Aufgaben oder durch Erweiterung der Fähigkeiten des Programms dienen. Teilweise wird auch ein Teil der Funktionalität des Programms selbst in dieser Skriptsprache realisiert. Somit können Anwender die Funktionalität eines solchen Programms schnell mit neuen Funktionen erweitern oder bestehende abändern, ohne das Programm selbst umzuschreiben. Diese Erweiterungen können selbst so weitreichend sein, dass das Programm völlig neue Aufgaben erledigt, die mit dem vorherigen Programm – aus Anwendersicht – nichts mehr gemeinsam haben. So wurden aus dem Texteditor Emacs auch ein E-Mail-Programm (Wanderlust) oder ein Webbrowser (Emacs-W3).
Im Gegensatz zu Plug-ins sind Skripte bzw. Makros wesentlich flexibler und werden vor allem für kleine Automatisierungen angewendet.

#### Beispiele
- AppleScript – Skriptsprache von macOS und Mac OS Classic
- AutoHotkey – eine Skriptsprache für Windows und Windows-Programme, kompilierbar
- AutoIt – eine Alternative zum Windows Script Host
- Emacs Lisp – Skriptsprache des Emacs-Editors
- Google Apps Script – zur programmierten Automatisierung von Google Workspace Anwendungen
- LPC – C ähnliche Sprache für MUDs
- Python – verschiedene, vor allem Open Source, Programme (z. B. LibreOffice, Blender und GIMP) lassen sich damit skripten
- OpenOffice-Basic – bei OpenOffice enthaltene Basic-Makrosprache, ähnlich VBA bei MS-Office
- QuakeC – Skriptsprache des Computerspiels Quake
- REXX – insbesondere unter z/VM und OS/2 als Makrosprache eingesetzt (z. B. im „Erweiterten Editor“ EPM).
- Tcl – im AOLserver eingesetzte Makrosprache
- UnrealScript – Skriptsprache der Unreal Engine
- Vim-Skriptsprache
- VBA (Visual Basic for Applications) – Skriptsprache für Microsoft-Produkte; ist auch kompilierbar
- VBScript – Standardskriptsprache von Windows, ab Windows 98
- JScript – Standardskriptsprache von Windows, ab Internet Explorer 3.0 (Windows 3.1, NT 3.5)

### Skriptsprachen im Web
Für das Web werden Skriptsprachen häufig verwendet, um dynamische Webseiten und Webanwendungen zu erstellen. Dies geschieht zum Beispiel bei den Wikis, bei Foren, Gästebüchern und bei Onlinegeschäften. Dabei werden serverseitige und clientseitige Skriptsprachen eingesetzt.

#### Beispiele: serverseitig
- JavaScript – kann z. B. mit Node.js auch serverseitig genutzt werden
- Perl – erste Skriptsprache, die weite Verbreitung in Webservern fand
- PHP – die verbreitetste Skriptsprache auf Webservern; wurde direkt für diese Aufgabe konzipiert
- Python – kann mit einem Webserver verbunden oder mit einem eigenständigen Webserver genutzt werden
- Ruby – wird entweder über CGI oder mit mod_ruby ausgeführt, zunehmend auch unter Benutzung von Ruby on Rails
- VBScript in ASP

#### Beispiele: clientseitig
- JavaScript (standardisiert als ECMAScript), wird von allen modernen Browsern unterstützt
- CoffeeScript – wird nach JavaScript transkompiliert
- TypeScript – wird nach JavaScript transkompiliert

### Selbständige Skriptsprachen
Skriptsprachen können auch von anderen Programmen getrennt von ihrem Interpreter ausgeführt werden. Einige dieser sind für Spezialaufgaben konzipiert, andere sind allgemein verwendbare Sprachen. Diese Sprachen haben die für umfangreiche Programmprojekte notwendigen Konzepte wie Namensräume und Kapselung und werden deshalb nicht selten für größere Anwendungen verwendet.

#### Beispiele: spezialisierte Sprachen
- awk – Textprozessor (Listengenerator) unter Unix
- GLE – Graphics Layout Engine, Skriptsprache zur Erzeugung von Grafiken und Schaubildern

#### Beispiele: allgemein verwendbare Sprachen
- Perl – Programmiersprache mit erweiterten Textprozessorfähigkeiten
- PHP – ursprünglich für die Entwicklung von Webanwendungen entworfen
- Python – teilweise objektorientierte Programmiersprache
- REBOL – Programmiersprache von Carl Sassenrath
- REXX – Skriptsprache von IBM
- Ruby – objektorientierte Programmiersprache
- Tcl – universelle Skriptsprache mit erweiterten Textprozessorfähigkeiten und grafischem Toolkit Tk

## Vergleich verschiedener Skriptsprachen
| Sprache    | Paradigmen                              | Erscheinungsjahr | Entwickler                                                                | Typisierung                | Wichtige Implementierungen                     | Lizenz                                              |
| ---------- | --------------------------------------- | ---------------- | ------------------------------------------------------------------------- | -------------------------- | ---------------------------------------------- | --------------------------------------------------- |
| Groovy     | objektorientiert, deklarativ, imperativ | 2003             | The Groovy Project, Apache Software Foundation                            | stark, statisch, dynamisch | -                                              | Apache-Lizenz 2 (Open Source)                       |
| JavaScript | objektorientiert, funktional, imperativ | 1995             | Brendan Eich                                                              | schwach, dynamisch         | SpiderMonkey, Rhino, SquirrelFish, V8, Nashorn | -                                                   |
| Python     | objektorientiert, funktional, imperativ | 1991             | Python Software Foundation, Guido van Rossum                              | stark, dynamisch           | CPython, Jython, IronPython, PyPy              | Python-Software-Foundation-Lizenz                   |
| Scala      | objektorientiert, funktional, imperativ | 2003             | École polytechnique fédérale de Lausanne unter Leitung von Martin Odersky | stark, statisch            | -                                              | Scala, BSD-ähnlich                                  |
| PHP        | objektorientiert, funktional, imperativ | 1995             | The PHP Group                                                             | schwach, dynamisch         | Zend Engine, HHVM, Phalanger (Compiler)        | PHP-Lizenz und andere, teilweise proprietär         |
| Ruby       | objektorientiert, funktional, imperativ | 1995             | Yukihiro Matsumoto                                                        | stark, dynamisch           | MRI / CRuby (YARV), JRuby, Rubinius(weitere)   | 2-clause BSD und eigene (siehe Nutzungsbedingungen) |
| Tcl        | objektorientiert, funktional, imperativ | 1988             | John Ousterhout                                                           | schwach, dynamisch         | ActiveTcl, Jim Tcl                             | BSD-Lizenz                                          |

### Vergleich syntaktischer Möglichkeiten in Skriptsprachen
| Sprache    | Annotationen | Anonyme Funktion | Pattern Matching | Benannte Parameter | Optionale Parameter | Currying | Varargs |
| ---------- | ------------ | ---------------- | ---------------- | ------------------ | ------------------- | -------- | ------- |
| Groovy     | x            | x                | -                | (x)                | x                   | x        | x       |
| JavaScript | -            | x                | -                | x                  | x                   | x        | x       |
| Python     | x            | x                | -                | x                  | x                   | (x)      | x       |
| Scala      | x            | x                | x                | x                  | x                   | x        | x       |
| PHP        | x            | x                | -                | x                  | x                   | (x)      | x       |
| Ruby       | -            | x                | -                | (x)                | x                   | x        | x       |
| Tcl        | -            | x                | x                | (x)                | x                   | (x)      | x       |